# Violetta Oblingerová-Petersová
Violetta Oblingerová-Petersová (* 14. října 1977 Schwerte, Německo), rodným příjmením Petersová, je rakouská vodní slalomářka, kajakářka závodící v kategorii K1.
Svoji první medaili, bronzovou, pomohla vybojovat na mistrovství světa 2005 v závodě K1 družstev, v individuálním závodě získala bronz na MS 2010. Z evropských šampionátů má ze závodů hlídek stříbrnou a bronzovou medaili, individuální závod na ME 2007 vyhrála. Na letních olympijských hrách startovala třikrát, v Sydney 2000 byla patnáctá, na LOH 2004 dojela dvanáctá a na letní olympiádě 2008 v Pekingu získala bronzovou medaili.
Její otec Wolfgang Peters je trojnásobným kanoistickým mistrem světa ve vodním slalomu, manžel Helmut je rovněž kajakářem, olympionikem a medailistou z mistrovství světa i Evropy.